# ヴィルホ・ラットー

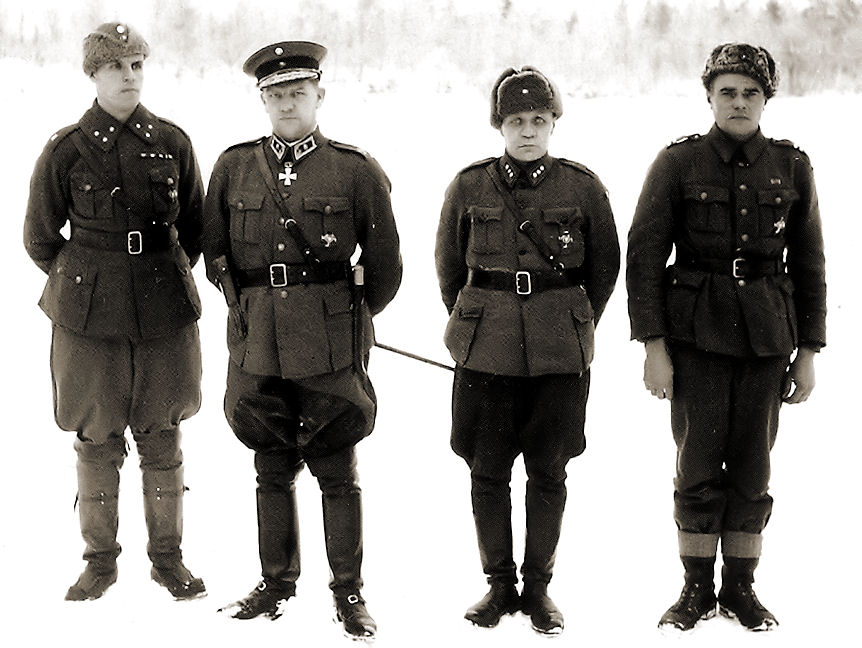
マンネルヘイム十字章の受賞者、左からエーロ・キヴェラ大尉、アーロ・パヤリ少将、ユホ・ポッシ大尉、ヴィルホ・ラットー伍長

ヴィルホ・ラットー（Vilho Rättö, 1913年3月10日 - 2002年1月21日）は、フィンランドの軍人。一般兵卒として初めてマンネルヘイム十字章を受章したことで知られている。
1913年3月10日、カンネルヤルヴィにて生まれる。
継続戦争の開戦時、アーロ・パヤリ麾下の第18師団第27歩兵連隊の対戦車砲兵であり、カレリア地峡再占領の際に敵の対戦車砲を奪って4両の敵戦車を破壊した。この功績と戦闘での勇敢な行動と機知を評して勲章を授与された。ラットーは、4人目のマンネルヘイム十字章受章者であり、一般兵卒としては初めてこの勲章を受章した。
戦後は運転手や工業従事者として働いた。1968年11月20日に予備役として二等軍曹 (ylikersantti) に昇格している。
2002年1月21日にアンヤランコスキで亡くなった。